# Aulo Verginio Tricosto Rútilo
Aulo Verginio Tricosto Rútilo  fue un cónsul romano en el año 476 a. C., junto con Espurio Servilio Estructo. Fue hermano del cónsul Tito Verginio Tricosto Rútilo.
Un intento de su colega Prisco de tomar por asalto el monte Janículo, ocupado por los Etruscos, fue rechazado y sólo la oportuna llegada de Verginio en su ayuda evitó una total derrota.